# Autofokus
Autofokus, ve zkratce AF, česky též automatické ostření, je součást výbavy většiny současných fotoaparátů, které díky ní dovedou automaticky zaostřit svůj objektiv na vybranou část fotografované scény. Chce-li fotograf zaostřovat ručně, může autofokus vypnout.

## Historie
Přestože současní majitelé fotoaparátů považují funkci automatického ostření za naprostou samozřejmost, od vynálezu fotografie až do nedávné minulosti o ní mohli fotografové pouze snít. První takto vybavené přístroje se začaly vyrábět a prodávat na přelomu 70. a 80. let dvacátého století, ale trvalo ještě nějakou dobu, než se nový systém technologicky rozvinul a zlevnil natolik, aby se ze špičkových modelů dostal i do standardní výbavy konzumních fotoaparátů.

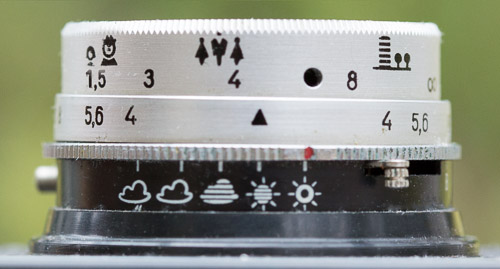
Zaostřovací kroužek (nahoře) na starém kompaktním fotoaparátu

Předtím se dalo ostřit pouze ručním otáčením zaostřovacího kroužku na objektivu. Čísla na kroužku udávala vzdálenost v metrech, kterou musel fotograf odhadovat. Hledáček, do kterého se díval, mu žádnou informaci o zaostření neposkytoval. Často byla na kroužku i trojice pomocných symbolů: krajina, skupina postav a hlava - pro snímky na dálku, na střední vzdálenost a na blízko. Přesně zaostřit bylo opravdu těžké, což dosvědčuje mnoho neostrých amatérských snímků z té doby.
Ve výhodě byli majitelé zrcadlovek, kteří mohli při otáčení kroužkem pozorovat na matnici, jak se obraz zaostřuje. Vedle drahých a tudíž poměrně vzácných jednookých zrcadlovek byly tehdy oblíbené dvouoké zrcadlovky, zejména legendární Rolleiflex a v poválečném Československu jeho hodně rozšířená místní obdoba Flexaret. A v kategorii těch nejlevnějších přístrojů neměly s ostřením problémy aparáty s tzv. objektivem fix-fokus, který fotografuje vše ostře, protože je už z výroby trvale zaostřen na tzv. hyperfokální vzdálenost (stejně se ovšem s pomocí tabulky dá zaostřit i každý obyčejný objektiv).
Za vývojový předstupeň autofokusu lze považovat fotoaparáty s vestavěným dálkoměrem. Využívaly několik různých principů, v kontextu tohoto článku stojí za zmínku koncept triangulace.

## Aktivní a pasivní autofokus

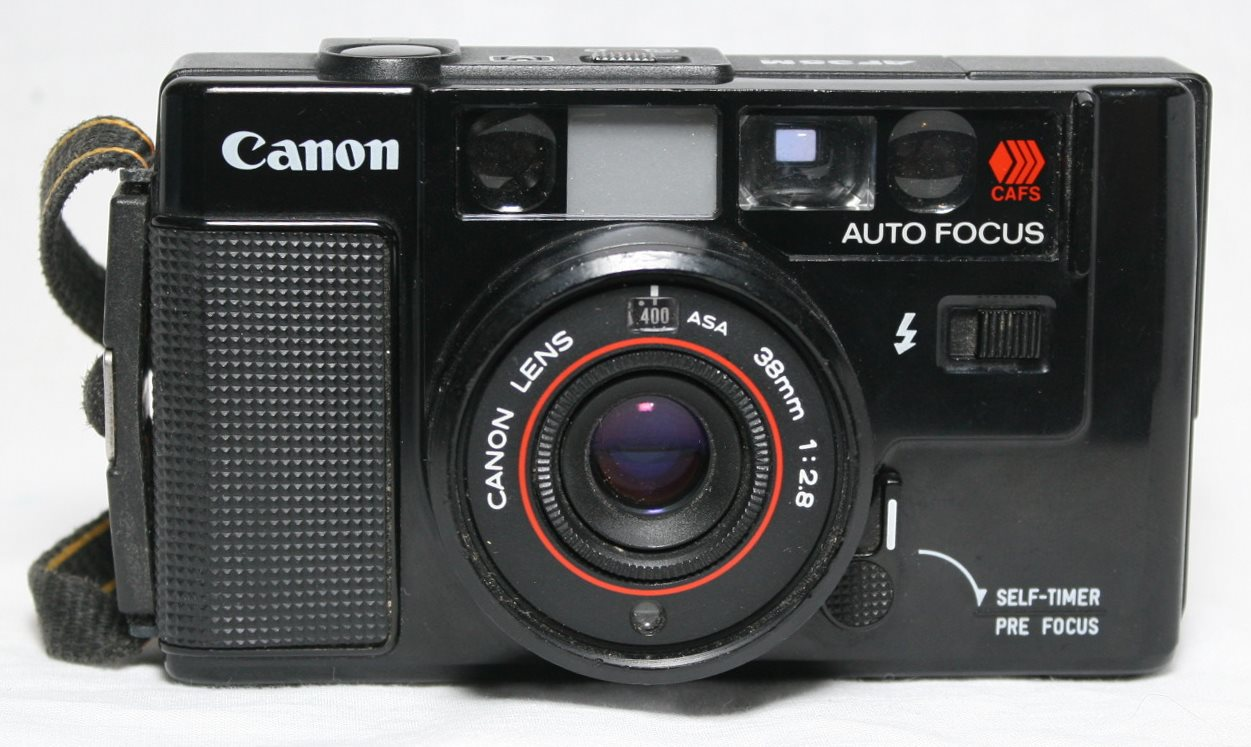
Aktivní infračervený autofokus, Canon AF35M, 1979

Systémy automatického ostření se dělí do dvou skupin: aktivní a pasivní. V aktivních systémech se na scénu vysílá nějaký druh záření, jako ultrazvukový signál, infračervený nebo laserový paprsek. Odraz od objektů scény se snímá vhodným senzorem ve fotoaparátu a jeho analýzou se určuje vzdálenost. Naproti tomu v pasivních systémech se scéna nijak neozařuje, ale snímá se její obraz v přirozeném okolním osvětlení, a ten se analyzuje za účelem určení vzdálenosti. V některých pasivních systémech se sice může použít přídavné osvětlení scény, je-li moc tmavá, tím se ovšem ovlivňuje jen celkové nasvícení a systém je stále považován za pasivní.
Aktivní systémy byly přínosem u analogových (filmových) fotoaparátů. Po nástupu digitální fotografie se od jejich nasazování prakticky upustilo, protože v porovnání s pasivními systémy nemají potřebnou přesnost a spolehlivost. Největší nevýhodou je asi to, že se nedají použít k selektivnímu zaostření na určitý prvek scény. Mezi aparáty této skupiny patřil například Canon AF35M s infračerveným autofokusem z roku 1979 (na obrázku) nebo Polaroid Autofocus 660 se sonarovým (ultrazvukovým) autofokusem z roku 1981. V současnosti jsou u nových fotoaparátů daleko běžnější pasivní systémy popisované dále. Je možné, že se přístroje s aktivním autofokusem v roce 2015 už vůbec nevyrábějí, ale doklad k takovému tvrzení není k dispozici. Napovídá tomu mj. skutečnost, že se označení „Active AF“ začíná objevovat v novém významu. Samsung tak u své bezzrcadlovky NX1 inzeruje „Active AF (subject tracking)”, tedy aktivní AF ve významu „sledování pohyblivého subjektu“ (viz odstavec AI Servo níže).

## Fázová detekce
Ostření metodou fázové detekce je v současnosti zcela běžné u zrcadlovek. Využívá známého principu určování vzdáleností pomocí dvou obrazů téhož objektu, „pozorovaných“ ze dvou různých míst. Lidský mozek umí z mírně odlišných obrazů z levého a pravého oka odhadovat vzdálenosti (binokulární vidění) a podobným způsobem to dokázaly i dálkoměrné fotoaparáty.
Také pro fázovou detekci je klíčové zachytit světlo z vybraného místa scény pomocí jen levé a jen pravé strany objektivu a získat tak dva rozdílné obrazy, které je možné porovnat. V modulu autofokusu, do něhož je světlo z objektivu odkloněno přídavným zrcátkem, jsou malé AF senzory a před každým z nich je umístěna speciální mikročočka. Senzory jsou realizovány jako lineární CCD (tzn. jako krátké posloupnosti pixelů) a jsou rozmístěny v párech. Každý pár přitom reprezentuje jeden zaostřovací bod (AF bod), který „vidí“ jednu určitou část zorného pole objektivu, a to tak, že levý AF senzor vidí jen světlo přicházející z levé strany objektivu a pravý AF senzor jen světlo z pravé strany. Už počátkem 90. let měly některé zrcadlovky na kinofilm jeden takový (centrální) AF bod. Moderní digitální zrcadlovka má často desítky AF bodů, naskládaných vedle sebe na společném čipu.

Při zaostřování mění čočka objektivu (v šedém obdélníku) svou vzdálenost od AF senzorů umístěných ve žlutém obdélníku. Čísla 1 až 4 odpovídají čtyřem různým situacím, kdy je zaostřeno o něco blíž (1), správně (2), o něco dál (3) a o hodně dál (4). A je naznačeno, že v důsledku toho se zelený a červený paprsek protnou buď před rovinou senzorů (1) nebo přesně v této rovině (2) nebo až za ní (3 a 4).

O názorné vysvětlení se pokouší přiložený obrázek, který je ovšem jen schematický a silně zjednodušený. Obsahuje pouze jeden AF bod. Fialově je zobrazena fotografovaná scéna a fotograf zaostřuje na kroužek na její špičce (namířil na něj čtvereček, který vidí v hledáčku). Zelené a červené čáry znázorňují, jak světelné paprsky z této špičky procházejí průzory na levé a pravé straně modrého objektivu a dopadají na pár senzorů daného AF bodu.
To, že se ve žlutém obdélníku vykresluje obraz scény (vzhůru nohama, jako by ho vytvořila camera obscura), je pouhá fikce, která má pozorovateli usnadnit pochopení toho, oč se jedná. Skutečnost je jiná. AF senzory jsou tvořeny vodorovnými proužky složenými z více CCD buněk odpovídajících pixelům a žádný obraz nevidí, umí pouze změřit intenzitu jasu těchto pixelů. Na senzor přitom dopadá jen malý fragment obrázku a tenké jednopixelové proužky jsou tak krátké, aby se vešly do čtverečků zaostřovacích bodů v hledáčku. Poznat ze dvou skupin čísel (pixelů), jak jsou levý a pravý obraz tohoto fragmentu vůči sobě posunuté, není vůbec jednoduché, ale modul autofokusu to dokáže rychle digitálně analyzovat a zjistit. Jakmile je velikost tohoto posunu známá, systém ví přesně, jakým směrem a o kolik je třeba čočkou pohnout. Může vydat příslušný příkaz motoru zabudovanému v objektivu, aniž by potřeboval další měření nebo pokusy. V praxi se čočka posune do těsné blízkosti správné pozice a v dalším kroku se ještě jemně donastaví.
Je zřejmé, že ke správné funkci fázové detekce je nutné, aby délka dráhy paprsku od objektivu k CCD senzorům se přesně shodovala s délkou dráhy od objektivu k obrazovému senzoru fotoaparátu. A dále platí, že fázová detekce může fungovat jen při sklopeném zrcátku. Při fotografování nebo natáčení videa v tzv. živém náhledu (Live View) se použít nedá. Pak se musí zaostřovat ručně anebo použít metoda detekce kontrastu popsaná níže. Platí také, že vyšší přesnosti měření se dosahuje, když je základna pro pořízení dvojice obrazů velká. Velká základna vyžaduje velký průměr objektivu neboli velkou světelnost, alespoň f/2,8 nebo i větší. Stává se, že s objektivem nižší světelnosti nejsou některé AF body funkční (je to vždy uvedeno v uživatelské příručce fotoaparátu).

## Detekce kontrastu
Alternativní metodou pasivního autofokusu je detekce kontrastu, která se používá u kompaktních fotoaparátů, u mobilů, které nemají objektiv fix-fokus, a rovněž u zrcadlovek v režimu živého náhledu, kdy je zrcátko zvednuté. Detekce kontrastu nevyžaduje žádné přídavné senzory ani optiku, protože při ní se analyzuje přímo obraz, který objektiv vytváří na obrazovém senzoru fotoaparátu. Její realizaci proto umožnil až nástup digitální fotografie po roce 2000. Podobá se ručnímu ostření: člověk zkusmo pohybuje ostřicím kroužkem, dokud není s ostrostí obrazu spokojen, a stejně postupuje i procesor fotoaparátu. Spokojený je po dosažení maximálního kontrastu (tj. rozdílu v intenzitě sousedních pixelů) ve vybrané části obrazu. I tady je možné mluvit o AF bodu, který má podobu rámečku, ten se však dá umístit kamkoliv, případně jich může být i víc najednou a algoritmus pak zvolí vhodný kompromis.
Hledání maxima při detekci kontrastu má výhodu v jednoduchosti, stačí totiž sledovat jen několik pixelů v okolí vybraného AF bodu. Velkou nevýhodou ale je, že maximum lze určit pouze porovnáním několika měření. Z jediného měření se nedá poznat, je-li objektiv správně zaostřen nebo není, ani to, jakým směrem a jak daleko by se měla čočka posunout. Systém to musí dělat zkusmo a stejně jako člověk k tomu potřebuje více pokusů. Maximum pozná, až když ho přejede a kontrast se začne zase zmenšovat, pak se k němu ovšem musí vrátit. Při tomto postupném „přibližování“ se nakonec dostane k cíli, ovšem ve srovnání s detekcí fáze je rychlost zaostření u kompaktních fotoaparátů znatelně nižší. U fotografie to nemusí vadit, ve videu by ovšem obraz během ostření „dýchal“. Proto špičkové zrcadlovky při natáčení videa v režimu živého náhledu autofokus nenabízejí a nutí ostřit ručně. Ruční ostření se také stále využívá v profesionální filmové tvorbě, kde je správné zaostření vždy úkolem kameramana nebo jeho pomocníka (ostřiče) a nelze ho svěřit žádné automatice.
Při fotografování nehybných scén není pomalejší ostření pomocí detekce kontrastu na překážku. Naopak se uplatní její další přednost: protože vychází z výsledného obrazu na hlavním senzoru, může dosahovat vyšší přesnosti (dokonalejšího zaostření) než detekce fáze. Testy a měření prokazují, že se vyrovná pečlivému ručnímu ostření v režimu Live View nebo ho dokonce předčí. Naopak nemůže konkurovat detekci fáze při fotografování dětí, sportovců nebo zvířat v pohybu.

## Křížové AF body
Z výše uvedeného popisu fázové detekce vyplývá, že při ní záleží na orientaci AF bodů. Pár horizontálních CCD může detekovat pouze vertikální kontrastní prvky v obrazu, třeba zárubně dveří. Schodišťové stupně ale nikoli, protože v jejich případě bude obraz po celé délce CCD senzorů homogenní. Naopak vertikálně orientované CCD mohou detekovat jen horizontální elementy. Aby se vliv tohoto omezení co nejvíce eliminoval, vytvářejí se na AF čipu kombinace, v nichž se překrývá horizontální a vertikální pár a vzniká tzv. křížový AF bod anebo se dokonce překrývají dva křížové AF body, jeden pootočený o 45°, a vzniká tzv. duální křížový AF bod. Křížové a duální křížové AF body umožňují největší přesnost zaostření, ale mají také největší nároky na světelnost objektivu. Vlastnosti jednotlivých AF bodů bývají popsané v uživatelské příručce zrcadlovky.
Je také zřejmé, že fázová detekce (stejně jako detekce kontrastu) zcela selže, je-li vybraný AF bod zamířen na takové místo ve scéně, které nemá žádnou strukturu, například na hladkou jednobarevnou stěnu, na bílé tričko nebo na nestrukturovanou část obličeje (čelo, tvář). Autofokus dokáže divy, ale povinností fotografa je ukázat mu dostatečně kontrastní prvek obrazu, třeba oční řasy na detailu tváře.

## AI Servo
AI Servo je pojem používaný u zrcadlovek Canon, ale pod jinými názvy se stejná funkce vyskytuje i u jiných výrobců. Jedná se o průběžné automatické zaostřování, které se hodí při fotografování rychle se pohybujících objektů, typicky může jít o sportovce nebo zvířata fotografovaná v přírodě. Optický systém fázové detekce je k takovému účelu dokonale připraven. Dokáže sledovat pohyb zaostřeného objektu a plynule ve velké rychlosti doostřovat, pokud se objekt od objektivu vzdaluje nebo se k němu přibližuje.

## Dual Pixel autofokus
Se současnými digitálními zrcadlovkami se vedle běžného fotografování s pohledem do hledáčku dá využít i režim živého náhledu na zadním LCD displeji aparátu, při němž je zrcátko zvednuté, hledáček zatemněný a fázová detekce nefunkční. Tento režim umožňuje pomocí zrcadlovky natáčet video a může se hodit i pro fotografování (např. ve studiové nebo krajinářské fotografii). Běžně se v něm zaostřuje buď ručně nebo metodou detekce kontrastu.
Aby se i v těchto případech dalo využít zřejmých předností fázové detekce, jsou některé novější přístroje (prvním z nich byl v roce 2013 model Canon 70D) vybaveny speciálním obrazovým snímačem (senzorem), na kterém jsou pro každý pixel umístěny dvě fotodiody těsně vedle sebe. Ty poskytují dvojí informaci: jednu pro zobrazování scény a druhou pro AF s detekcí fáze – odtud název „duální pixely“. Pro takové uspořádání používá firma Canon název Dual Pixel Autofocus, autofokus s duálními pixely.
Princip detekce fáze je zde stejný jako bylo vysvětleno výše. Levá a pravá polovina každého duálního pixelu je schopná dodat fázovou informaci podobně jako levá a pravá polovina klasického AF senzoru a obě společně poskytují informaci o jasu daného obrazového pixelu. Procesor fotoaparátu musí ovšem zpracovat mnohem více dat, ale díky velkému pokrytí plochy obrazu (jen asi 20% pixelů po okrajích není duálních, všechny ostatní ano) je zase spolehlivější sledování rychle se pohybujících objektů (viz AI Servo výše). Dvouapůlminutové video na konci odkazovaného článku ukazuje funkci celého systému velmi názorně.
AF s duálními pixely je u takto vybavených zrcadlovek doplňkem, který je funkční jen při živém náhledu resp. natáčení videa. Při fotografování přes hledáček se stále užívají samostatné AF senzory pod zrcátkem.

## Problémy
Přestože je autofokus neocenitelnou pomůckou, bez které už by se současní fotografové sotva obešli, i při jeho používání vzniká dost neostrých snímků. Nevyhnou se jim ani profesionální fotografové, přestože pracují s těmi nejdražšími a nejkvalitnějšími přístroji. Jejich příčiny jsou různé.
Fotografie může být neostrá i když je fotografovaný objekt správně zaostřen. Stává se to při delších expozičních časech, kdy bez stativu fotograf aparát snadno „roztřese“ (pak má neostrý celý snímek) anebo se mu fotografovaný objekt během expozice pohne (přitom vše ostatní zůstane ostré). Stává se však také, že z nějakého důvodu ke správnému zaostření nedojde. Digitální fotografie umožňuje důvody nesprávného zaostření dodatečně zkoumat (a poučit se z nich), protože soubor s obrázkem obsahuje i informace o použitém AF bodu. Na hotové fotografii může fotograf vidět stejné AF body jako v hledáčku, přičemž aktivní (jím vybraný) AF bod je zvýrazněn.
Někdy se ukáže, že aktivní AF bod byl v okamžiku expozice na jiném místě obrazu, než fotograf zamýšlel. To pak svědčí o chybě fotografa, vynucené tím, že zamířit AF bod v hledáčku na rychle se pohybující objekt není snadné. U fázové detekce ale může aktivní AF bod ukazovat na správné místo, to je však přesto nesprávně zaostřené. V takovém případě jde o selhání autofokusu, které může mít různé příčiny. Nejčastěji bude AF bod v místě, na které sice automatika zaostřit dokázala, ale ne dokonale, protože tam nenašla dostatečně kontrastní prvek.
K méně zjevným příčinám patří, že znázornění AF bodu v hledáčku nikdy přesně neodpovídá oblasti, na kterou autofokus skutečně zaostřuje (a která je dána fyzickým rozmístěním proužků s lineárními CCD na společném AF čipu, jak bylo popsáno výše). Zejména u novějších zrcadlovek s velkým počtem AF bodů jsou „skutečné AF body“ o dost větší a navíc excentricky rozmístěné vůči „idealizované“ mřížce AF bodů viditelné v hledáčku. Fotograf zaostřuje pomocí AF bodu, který vidí v hledáčku, jenže autofokus pracuje se skutečným AF bodem a může považovat za svůj cíl i cokoli kontrastního v jeho okolí nebo dokonce použít některý sousední AF bod, takže ve skutečnosti zaostří třeba na pozadí.
Složitý mechanismus autofokusu a zaostřovacího motoru objektivu také vždy má nějaké pracovní tolerance. Ty se projevují drobnými odchylkami při opakovaném ostření za těchže podmínek. Přitom při malé hloubce ostrosti se i nepatrná odchylka může projevit dosti výrazně (např. u objektivu 100 mm při cloně 2,8 ve vzdálenosti dva metry činí hloubka ostrosti pouhé 4 cm). V takových kritických podmínkách jsou nároky na přesnost extrémní. S moderními senzory a objektivy je na fotografii rozeznatelná už odchylka 25-50 mikronů v nastavení objektivu. Podle závěrů měření není v podobné situaci zhruba jeden z deseti záběrů pomocí detekce kontrastu správně zaostřen.
A konečně při fotografování souvislé série snímků (tzv. kontinuální snímání s nastavením AI Servo) bývá autofokus zpravidla nastaven tak, že umožní expozici bez ohledu na zaostření, protože například v případě nějaké neopakovatelné akce fotograf často preferuje momentku méně ostrou před žádnou.